# Synbranchiformes
Synbranchiformes é uma ordem de peixes actinopterígeos, com uma morfologia externa semelhante a enguias, cuja espécie mais comum é o muçum (ou mussum), a espécie Synbranchus marmoratus. família Synbranchidae. O taxon inclui cerca de 115 espécies, agrupadas em 13 géneros.

## Descrição
Os Synbranchiformes (por vezes grafado simbranquiformes) são uma ordem de peixes teleósteos em que quase todas as espécies são de água doce (conhecem-se apenas três espécies marinhas). Seu nome procede do grego: aktis (raio, relâmpago, trovão) + pterygion (diminutivo de asa ou aleta).
A ordem tem distribuição natural centradas nas regiões tropicais e subtropicais da África, Ásia, o Arquipélago Malaio, a Austrália, o México, a América Central e a América do Sul.
Os registos fósseis mais antigos que se conhecem deste taxon datam do Mioceno médio, durante o Terciário tardio.
O corpo é alongado e anguiliforme, achatado, sem barbatanas pares, apresentando um comprimento corporal entre 3,1 e 150 cm. As espécies deste grupo taxonómico caracterizam-se por apresentarem as fendas branquais unidas ventralmente, constituindo uma única fenda transversal. A abertura branquial está reduzida a uma pequena ranhura transversal abaixo da cabeça ou pescoço. A respiração é conseguido, principalmente, pela faringe e no intestino (respiração bucofaríngea e intestinal). O pré-maxilar não é protáctil e não tem projeção ascendente. O crânio apresenta a rugosidade pterigoide exterior alongada e a média ausente ou reduzida.

## Famílias
A ordem Synbranchiformes inclui as seguintes famílias, agrupadas em duas subordens:
- Subordem Mastacembeloidei
  - Chaudhuriidae
  - Mastacembelidae
- Subordem Synbranchoidei
  - Synbranchidae

Com base no Catalogue of Life foi elaborado o seguinte cladograma:

| Synbranchiformes | \| \| Chaudhuriidae \| \| \| \| \| \| Mastacembelidae \| \| \| \| \| \| Synbranchidae \| \| \| \| |
|                  | \| \| Chaudhuriidae \| \| \| \| \| \| Mastacembelidae \| \| \| \| \| \| Synbranchidae \| \| \| \| |
|                  | Chaudhuriidae                                                                                     |
|                  |                                                                                                   |
|                  | Mastacembelidae                                                                                   |
|                  |                                                                                                   |
|                  | Synbranchidae                                                                                     |
|                  |                                                                                                   |

Para além desta divisão tradicional da ordem em três famílias, os resultados obtidos com recurso às modernas técnicas genéticas apontam para a inclusão da família Indostomidae (subordem Indostomoidei) neste táxon. A relação dos Indostomidae com as outras famílias da ordem Synbranchiformes, considerada estreita com base na biologia molecular e outros estudos moleculares não é contudo suportado por características morfológicas. Com base nesses resultados, em especial nas relações genealógicas com base no DNA, é possível elaborar o seguinte cladograma:
|  | Mastacembelidae |
|  |                 |
|  | Chaudhuriidae   |
|  |                 |

| Synbranchoidei | Synbranchidae |
|                | Synbranchidae |
| Indostomoidei  | Indostomidae  |
|                | Indostomidae  |

|  | Mastacembelidae |
|  |                 |
|  | Chaudhuriidae   |
|  |                 |

| Synbranchoidei | Synbranchidae |
|                | Synbranchidae |
| Indostomoidei  | Indostomidae  |
|                | Indostomidae  |

|  | Mastacembelidae |
|  |                 |
|  | Chaudhuriidae   |
|  |                 |

| Synbranchoidei | Synbranchidae |
|                | Synbranchidae |
| Indostomoidei  | Indostomidae  |
|                | Indostomidae  |

|  | Mastacembelidae |
|  |                 |
|  | Chaudhuriidae   |
|  |                 |

| Synbranchoidei | Synbranchidae |
|                | Synbranchidae |
| Indostomoidei  | Indostomidae  |
|                | Indostomidae  |

## Imagens

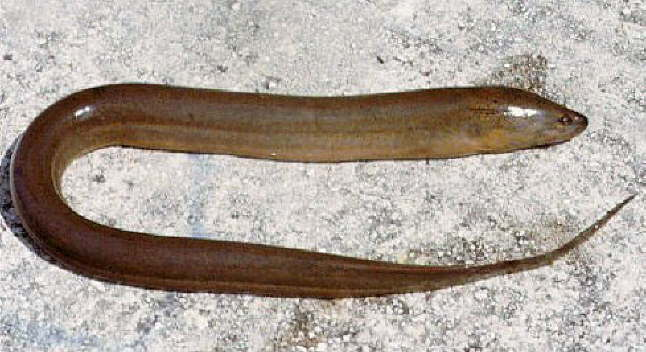
Monopterus albus
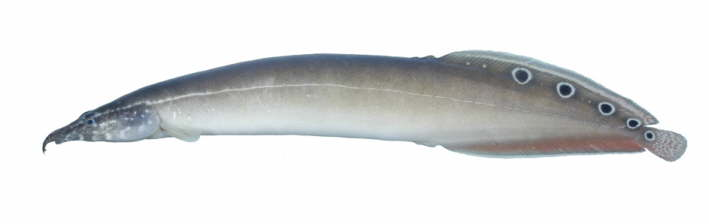
Macrognathus siamenis
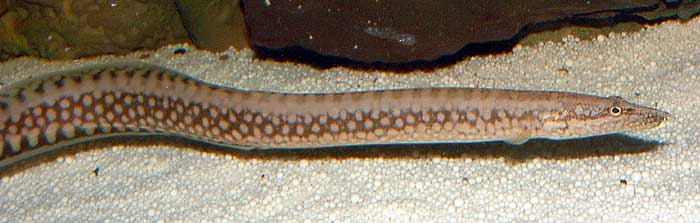
Mastacembelus moorii
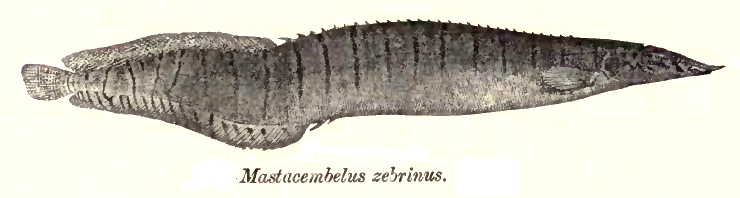
Macrognathus zebrinus
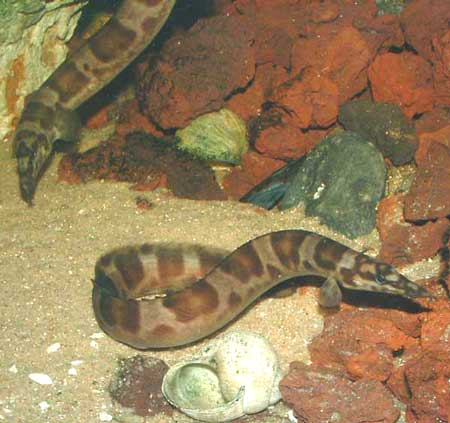
Aethiomastacembelus ellipsifer
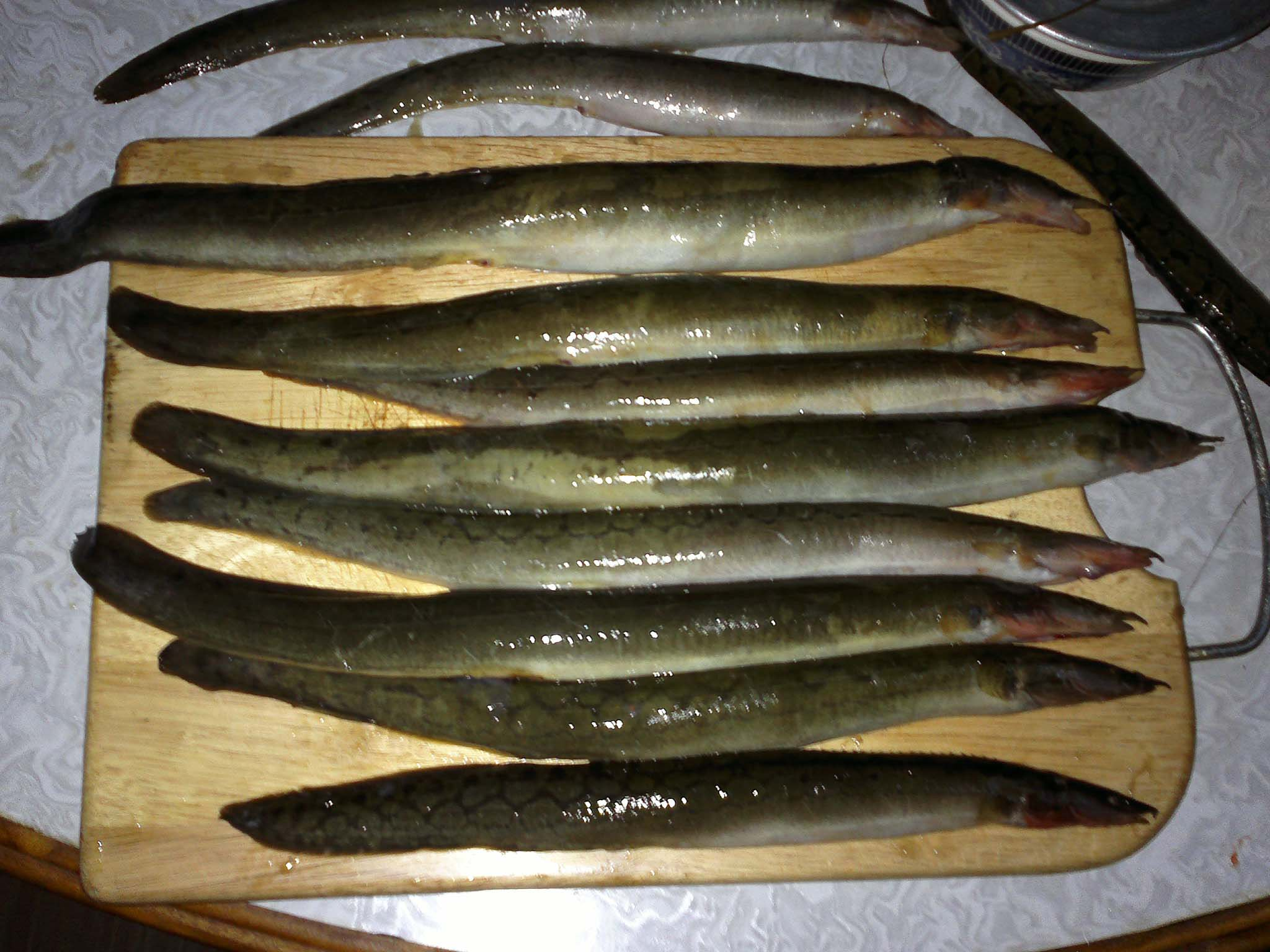
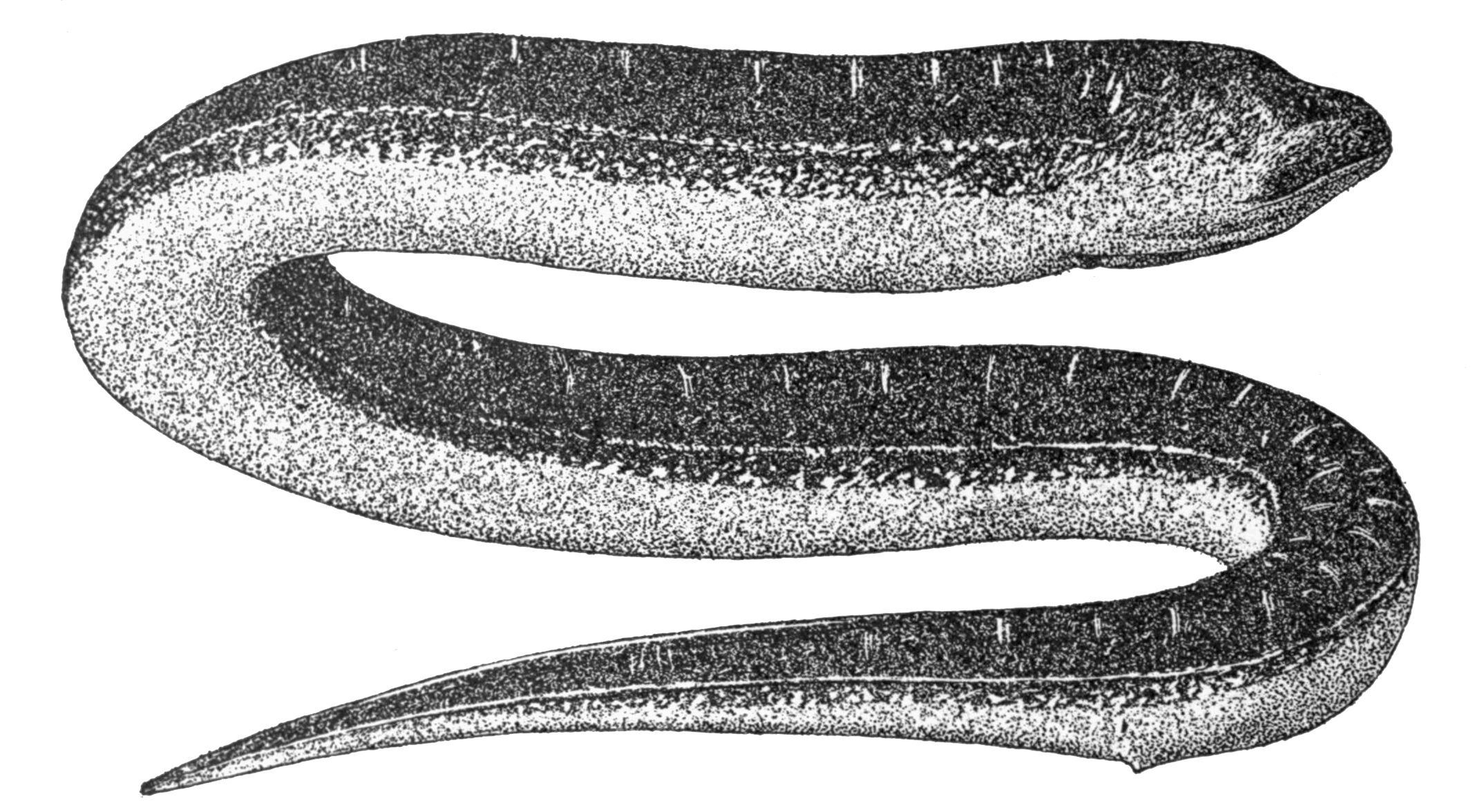
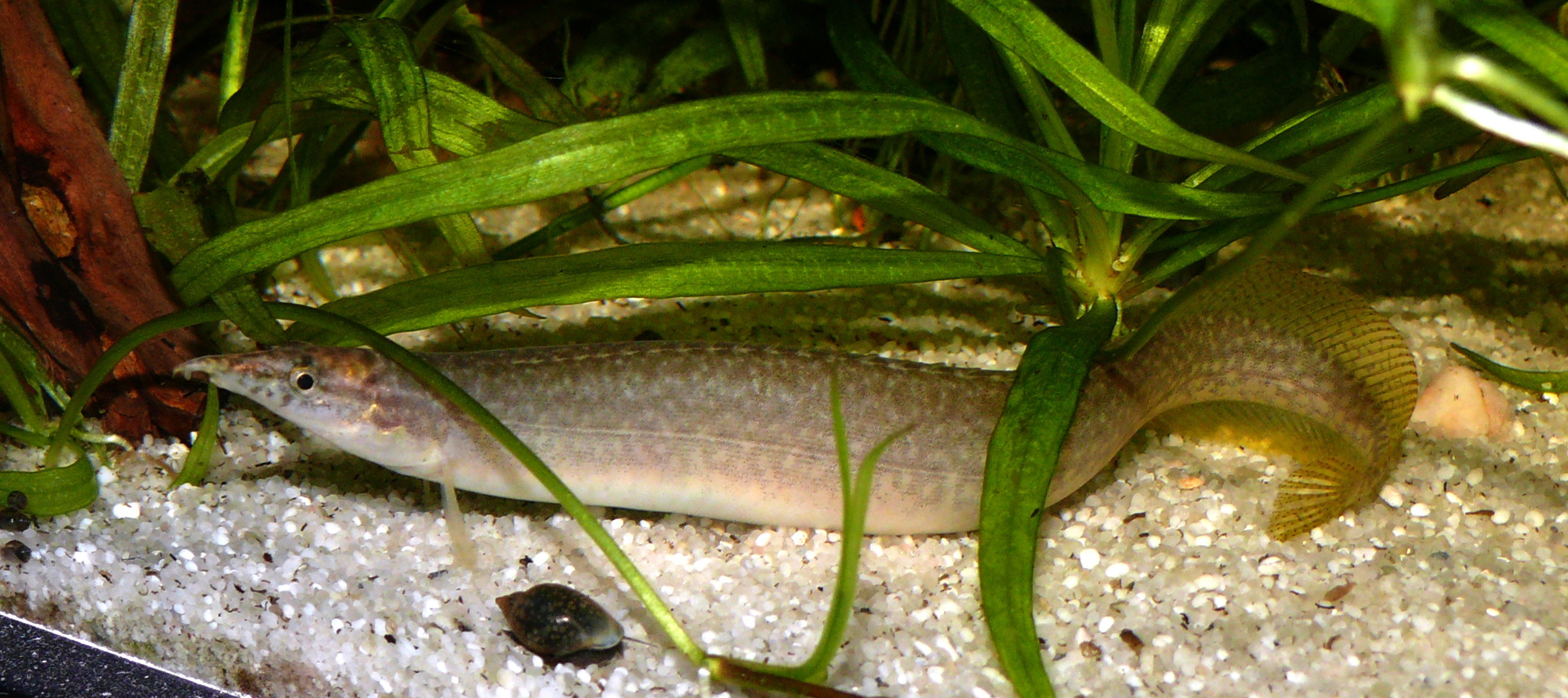